# Rugby Africa Gold Cup 2017
La Rugby Africa Gold Cup del 2017 fue la primera edición después de la reestructura de la primera división africana. Pasaron a ser 6 los equipos que participaron en el nivel más alto, los 4 que disputaron el torneo División 1A de la temporada pasada y los finalistas de la División 1B del mismo año.

## Equipos participantes
- Selección de rugby de Kenia (Simbas)
- Selección de rugby de Namibia (Welwitschias)
- Selección de rugby de Senegal (Lions de la Téranga)
- Selección de rugby de Túnez
- Selección de rugby de Uganda (The Rugby Cranes)
- Selección de rugby de Zimbabue (Sables)

## Posiciones
| Pos. | Equipo   | Encuentros | Encuentros | Encuentros | Encuentros | Tantos  | Tantos    | Tantos     | Puntos Bonus | Puntos Totales |
| Pos. | Equipo   | jugados    | ganados    | empatados  | perdidos   | a favor | en contra | diferencia | Puntos Bonus | Puntos Totales |
| ---- | -------- | ---------- | ---------- | ---------- | ---------- | ------- | --------- | ---------- | ------------ | -------------- |
| 1    | Namibia  | 5          | 5          | 0          | 0          | 272     | 64        | + 208      | 5            | 25             |
| 2    | Kenia    | 5          | 3          | 1          | 1          | 226     | 135       | + 91       | 2            | 16             |
| 3    | Uganda   | 5          | 3          | 1          | 1          | 190     | 126       | + 64       | 1            | 15             |
| 4    | Túnez    | 5          | 2          | 0          | 3          | 91      | 272       | - 181      | 0            | 8              |
| 5    | Zimbabue | 5          | 1          | 0          | 4          | 111     | 157       | - 46       | 2            | 6              |
| 6    | Senegal  | 5          | 0          | 0          | 5          | 75      | 211       | - 136      | 1            | 1              |

Nota: Se otorgan 4 puntos al equipo que gane un partido y 2 al que empate
Puntos Bonus: 1 punto por convertir 4 tries o más en un partido y 1 al equipo que pierda por no más de 7 tantos de diferencia
|  | Campeón, juega la GC 2018 y en carrera a Japón 2019 |

|  | Clasificados a Gold Cup 2018 y en carrera a Japón 2019 |

|  | Desciende a Silver Cup 2018 y eliminado de Japón 2019 |

## Resultados

### Primera fecha
| 24 de junio 17:00 | Kenia | 33 - 33 | Uganda | RFUEA Grounds, Nairobi |  |
|                   |       | Reporte |        |                        |  |

| 24 de junio 16:00 | Senegal | 16 - 28 | Zimbabue | Stade Iba Mar Doip, Dakar |  |
|                   |         | Reporte |          |                           |  |

### Segunda fecha
| 1 de julio 16:00 | Senegal | 16 - 17 | Uganda | Stade Iba Mar Doip, Dakar |  |
|                  |         | Reporte |        |                           |  |

| 1 de julio 19:00 | Túnez | 7 - 53  | Namibia | Stade Mustapha Ben Jannet, Monastir |  |
|                  |       | Reporte |         |                                     |  |

### Tercera fecha
| 8 de julio 15:00 | Kenia | 100 - 10 | Túnez | RFUEA Grounds, Nairobi |  |
|                  |       | Reporte  |       |                        |  |

| 8 de julio 15:00 | Namibia | 95 - 0  | Senegal | Hage Geingob Rugby Stadium, Windhoek |  |
|                  |         | Reporte |         |                                      |  |

### Cuarta fecha
| 15 de julio 13:00 | Kenia | 45 - 25 | Senegal | RFUEA Grounds, Nairobi |  |
|                   |       | Reporte |         |                        |  |

| 15 de julio 15:00 | Uganda | 78 - 17 | Túnez |  |  |
|                   |        | Reporte |       |  |  |

| 15 de julio 15:00 | Namibia | 31 - 26 | Zimbabue | Hage Geingob Rugby Stadium, Windhoek |  |
|                   |         | Reporte |          |                                      |  |

### Quinta fecha
| 22 de julio 14:00 | Uganda | 24 - 48 | Namibia |  |  |
|                   |        | Reporte |         |  |  |

| 22 de julio 15:00 | Zimbabue | 22 - 41 | Kenia | Hartsfield Stadium, Bulawayo |  |
|                   |          | Reporte |       |                              |  |

### Sexta fecha
| 29 julio 15:00 | Zimbabue | 23 - 31 | Túnez | Police Ground, Harare |  |
|                |          | Reporte |       |                       |  |

| 29 julio 16:00 | Namibia | 45 - 7  | Kenia | Hage Geingob Rugby Stadium, Windhoek |  |
|                |         | Reporte |       |                                      |  |

### Séptima fecha
| 5 de agosto 16:00 | Uganda | 38 - 12 | Zimbabue |  |  |
|                   |        | Reporte |          |  |  |

| 5 de agosto 17:00 | Túnez | 26 - 18 | Senegal | Stade Mustapha Ben Jannet, Monastir |  |
|                   |       | Reporte |         |                                     |  |

| Bandera de Namibia |
| Campeón Namibia    |
| Séptimo título     |